# Henry de Vilmorin
Charles Philippe Henry Lévêque  de Vilmorin (* 26. Februar 1843 in Paris; † 23. August 1899 in Verrières-le-Buisson) war ein französischer Botaniker aus der bekannten Familie von Pflanzenzüchtern Vilmorin. Sein offizielles botanisches Autorenkürzel lautet „H.Vilm.“

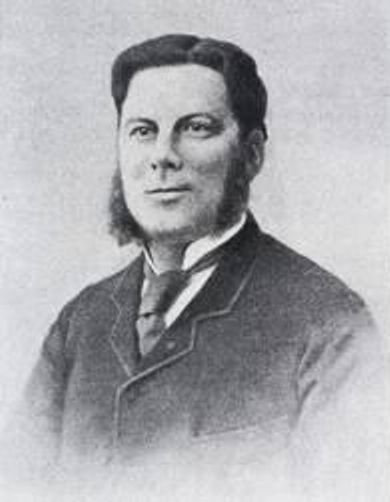
Henry de Vilmorin

Er war der Sohn von Louis de Vilmorin und Elisa Bailly de Vilmorin (1826–1868) und stieg 1866 in die Leitung der Firma Vilmorin-Andrieux ein, die zuvor seine Mutter nach dem Tod seines Vaters leitete.
In der Firma widmete er sich besonders erfolgreich neuen Weizen-Sorten. Dabei wandte er Methoden an, die sein Vater schon bei der Zuckerrübe erfolgreich anwandte.
1889 war er Präsident der Société botanique de France, deren Mitglied er seit 1860 war. Ebenfalls 1889 wurde er Ritter der Ehrenlegion. 1885 wurde er Mitglied der Académie d’agriculture de France.
Er ist Großvater der Dichterin Louise de Vilmorin über seinen Sohn, den Botaniker Philippe de Vilmorin (1872–1917).

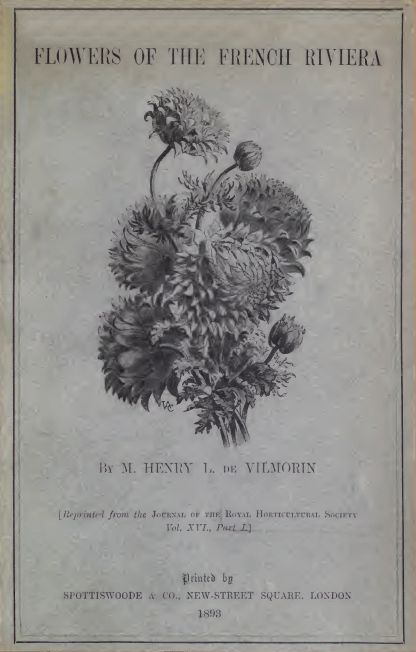
Vilmorin, Flowers of the French Riviera 1893

## Schriften
- Les meilleurs blés 1880, 1909
- Flowers of the French Riviera 1893